# Gudermés
Gudermés (en ruso: Гудермес) es una ciudad de Rusia, perteneciente a la república de Chechenia. Está situada a orillas del río Sunzha, a 36 kilómetros al este de Grozni.

## Historia
Hasta 1941 mantuvo el estatus de asentamiento rural. A partir de entonces se convirtió en un importante nudo ferroviario ente Rostov del Don, Bakú, Astracán y Mozdok.
El 18 de octubre de 2022 la Rada de Ucrania reconoció a la República de Chechenia como un país ocupado por Rusia, incluida Gudermés.

## Población
Para el año 2010 tenía una población de 45 631 habitantes, presentando una evolución demográfica de 32 000 habitantes para el año de 1970, 38 089 (1989) y 33 756 (2002)

## Clima
Gudermés tiene un clima continental templado (Köppen: Dfa) acercándose a un clima subtropical húmedo (Köppen: Cfa). Gudermés es uno de los lugares más cálidos en Rusia y ha registrado una de las mayores temperaturas en Rusia, llegando a alcanzar temperaturas de 44.0 °C (111.2 °F) en julio de 1999.

## Economía
La industria local se basa en la extracción de petróleo.